# Unzucht (Band)/Diskografie
Diese Diskografie ist eine Übersicht über die musikalischen Werke der deutschen Dark-Rock-Band Unzucht. Ihre erfolgreichste Veröffentlichung ist das Top-10-Album Jenseits der Welt, das Rang neun der deutschen Albumcharts erreichte.

## Alben

### Studioalben
| Jahr | Titel Musiklabel                          | Höchstplatzierung, Gesamtwochen, AuszeichnungChartplatzierungen (Jahr, Titel, Musiklabel, Platzierungen, Wochen, Auszeichnungen, Anmerkungen) | Höchstplatzierung, Gesamtwochen, AuszeichnungChartplatzierungen (Jahr, Titel, Musiklabel, Platzierungen, Wochen, Auszeichnungen, Anmerkungen) | Höchstplatzierung, Gesamtwochen, AuszeichnungChartplatzierungen (Jahr, Titel, Musiklabel, Platzierungen, Wochen, Auszeichnungen, Anmerkungen) | Anmerkungen                              |
| Jahr | Titel Musiklabel                          | DE | AT | CH | Anmerkungen                              |
| ---- | ----------------------------------------- | --- | --- | --- | ---------------------------------------- |
| 2012 | Todsünde 8 NoCut Entertainment (SPV)      | — | — | — | Erstveröffentlichung: 21. September 2012 |
| 2013 | Rosenkreuzer NoCut Entertainment (SPV)    | DE61 (1 Wo.)DE | — | — | Erstveröffentlichung: 20. September 2013 |
| 2014 | Venus Luzifer NoCut Entertainment (SPV)   | DE76 (1 Wo.)DE | — | — | Erstveröffentlichung: 14. November 2014  |
| 2016 | Neuntöter Out of Line Music (RTD)         | DE16 (1 Wo.)DE | — | — | Erstveröffentlichung: 2. September 2016  |
| 2018 | Akephalos Out of Line Music (RTD)         | DE15 (1 Wo.)DE | — | — | Erstveröffentlichung: 27. Juli 2018      |
| 2020 | Jenseits der Welt Out of Line Music (RTD) | DE9 (1 Wo.)DE | — | — | Erstveröffentlichung: 7. Februar 2020    |

### Livealben
| Jahr | Titel Musiklabel                   | Höchstplatzierung, Gesamtwochen, AuszeichnungChartplatzierungen (Jahr, Titel, Musiklabel, Platzierungen, Wochen, Auszeichnungen, Anmerkungen) | Höchstplatzierung, Gesamtwochen, AuszeichnungChartplatzierungen (Jahr, Titel, Musiklabel, Platzierungen, Wochen, Auszeichnungen, Anmerkungen) | Höchstplatzierung, Gesamtwochen, AuszeichnungChartplatzierungen (Jahr, Titel, Musiklabel, Platzierungen, Wochen, Auszeichnungen, Anmerkungen) | Anmerkungen                           |
| Jahr | Titel Musiklabel                   | DE | AT | CH | Anmerkungen                           |
| ---- | ---------------------------------- | --- | --- | --- | ------------------------------------- |
| 2017 | Widerstand Out of Line Music (RTD) | DE62 (1 Wo.)DE | — | — | Erstveröffentlichung: 18. August 2017 |

### Kompilationen
| Jahr | Titel Musiklabel                   | Höchstplatzierung, Gesamtwochen, AuszeichnungChartplatzierungen (Jahr, Titel, Musiklabel, Platzierungen, Wochen, Auszeichnungen, Anmerkungen) | Höchstplatzierung, Gesamtwochen, AuszeichnungChartplatzierungen (Jahr, Titel, Musiklabel, Platzierungen, Wochen, Auszeichnungen, Anmerkungen) | Höchstplatzierung, Gesamtwochen, AuszeichnungChartplatzierungen (Jahr, Titel, Musiklabel, Platzierungen, Wochen, Auszeichnungen, Anmerkungen) | Anmerkungen                            |
| Jahr | Titel Musiklabel                   | DE | AT | CH | Anmerkungen                            |
| ---- | ---------------------------------- | --- | --- | --- | -------------------------------------- |
| 2022 | Chaosmagie Out of Line Music (RTD) | DE55 (1 Wo.)DE | — | — | Erstveröffentlichung: 21. Oktober 2022 |

### EPs
| Jahr | Titel Musiklabel                                  | Anmerkungen                          |
| ---- | ------------------------------------------------- | ------------------------------------ |
| 2009 | Engel der Vernichtung Selbstverlag                | Erstveröffentlichung: 1. Mai 2009    |
| 2012 | Deine Zeit läuft ab NoCut Entertainment (SPV)     | Erstveröffentlichung: 20. April 2012 |
| 2015 | Schweigen / Seelenblind NoCut Entertainment (SPV) | Erstveröffentlichung: 7. August 2015 |
| 2016 | Kettenhund Out of Line Music (RTD)                | Erstveröffentlichung: 11. März 2016  |

## Singles
| Jahr | Titel Album                          | Anmerkungen                             |
| ---- | ------------------------------------ | --------------------------------------- |
| 2012 | Engel der Vernichtung Todsünde 8     | Erstveröffentlichung: 24. August 2012   |
| 2013 | Kleine geile Nonne Todsünde 8        | Erstveröffentlichung: 17. Mai 2013      |
| 2013 | Nur die Ewigkeit Rosenkreuzer        | Erstveröffentlichung: 30. August 2013   |
| 2014 | Unendlich Venus Luzifer              | Erstveröffentlichung: 31. Oktober 2014  |
| 2017 | Widerstand Neuntöter                 | Erstveröffentlichung: 18. August 2017   |
| 2018 | Nela Akephalos                       | Erstveröffentlichung: 11. Juni 2018     |
| 2018 | Nur die halbe Wahrheit Akephalos     | Erstveröffentlichung: 25. Juli 2018     |
| 2019 | Nein Jenseits der Welt               | Erstveröffentlichung: 6. Dezember 2019  |
| 2020 | Misanthropia Jenseits der Welt       | Erstveröffentlichung: 10. Januar 2020   |
| 2020 | Jenseits der Welt                    | Erstveröffentlichung: 24. Januar 2020   |
| 2022 | Am Ende der Farben (2022) Chaosmagie | Erstveröffentlichung: 28. Juli 2022     |
| 2022 | Wo die Stimmen schweigen Chaosmagie  | Erstveröffentlichung: 9. September 2022 |

## Musikvideos
| Jahr | Titel                    | Regisseur(e)                    |
| ---- | ------------------------ | ------------------------------- |
| 2012 | Engel der Vernichtung    |                                 |
| 2012 | Deine Zeit läuft ab      |                                 |
| 2013 | Kleine geile Nonne       | Christian Beer                  |
| 2013 | Nur die Ewigkeit         |                                 |
| 2014 | Mit Dir oder ohne Dich   |                                 |
| 2014 | Unendlich                |                                 |
| 2015 | Schweigen                | Daniel De Clercq, Daniel Schulz |
| 2018 | Nela                     | Nils Freiwald                   |
| 2018 | Nur die halbe Wahrheit   | Sebastian Töteberg              |
| 2019 | Nein                     |                                 |
| 2020 | Jenseits der Welt        | Benjamin Vossler                |
| 2022 | Wo die Stimmen schweigen | Dirk Behlau                     |

## Sonderveröffentlichungen

### Alben
| Jahr | Titel Musiklabel                                   | Anmerkungen                                                                         |
| ---- | -------------------------------------------------- | ----------------------------------------------------------------------------------- |
| 2020 | Kein Land in Sicht Out of Line Music (Rough Trade) | Erstveröffentlichung: 7. Februar 2020 Teil der Limited-Edition zu Jenseits der Welt |

| Jahr | Titel Musiklabel                      | Anmerkungen                                                               |
| ---- | ------------------------------------- | ------------------------------------------------------------------------- |
| 2018 | Piano Out of Line Music (Rough Trade) | Erstveröffentlichung: 27. Juli 2018 Teil der Limited-Edition zu Akephalos |

| Jahr | Titel Musiklabel                                     | Anmerkungen                                                           |
| ---- | ---------------------------------------------------- | --------------------------------------------------------------------- |
| 2016 | Live from the Street Out of Line Music (Rough Trade) | Erstveröffentlichung: 2. September 2016 Teil des Boxsets zu Neuntöter |

### Lieder
| Jahr | Titel Album                          | Anmerkungen                                                     |
| ---- | ------------------------------------ | --------------------------------------------------------------- |
| 2013 | Viva Hades Nimmermehr – Tour Edition | Erstveröffentlichung: 22. November 2013 Mono Inc. feat. Unzucht |

| Jahr | Titel Album                                                                     | Anmerkungen                                                             |
| ---- | ------------------------------------------------------------------------------- | ----------------------------------------------------------------------- |
| 2014 | Afterlife of Death (Remix By Unzucht) Till Death Us Do Part: Rarities & Remixes | Erstveröffentlichung: 28. Februar 2014 Interpretation: Lord of the Lost |

| Jahr | Titel Album                                                          | Anmerkungen                                                     |
| ---- | -------------------------------------------------------------------- | --------------------------------------------------------------- |
| 2010 | Tanz Dark Feather Vol. 11 … Pearls from the Underground              | Erstveröffentlichung: 2010                                      |
| 2010 | Meine Liebe Zillo CD-10/2010                                         | Erstveröffentlichung: Oktober 2010                              |
| 2011 | Verrückt Nightflowers Vol. 1                                         | Erstveröffentlichung: 1. März 2011                              |
| 2011 | Das Monster Dark Spy Magazine – Compilation Vol. 35                  | Erstveröffentlichung: März 2011                                 |
| 2011 | Zeit Zillo CD-05/2011                                                | Erstveröffentlichung: April 2011                                |
| 2012 | Veitstanz XX Eisheilige Nacht                                        | Erstveröffentlichung: 2012 Original: Subway to Sally            |
| 2013 | Mercy in You Songs of Faith and Devotion – A Tribute to Depeche Mode | Erstveröffentlichung: 22. März 2013 Original: Depeche Mode      |
| 2015 | Sündenfall 15 Jahre 15 Bands                                         | Erstveröffentlichung: 14. August 2015 Original: Saltatio Mortis |

### Videoalben
| Jahr | Titel Musiklabel                           | Anmerkungen                                                                |
| ---- | ------------------------------------------ | -------------------------------------------------------------------------- |
| 2017 | Widerstand Out of Line Music (Rough Trade) | Erstveröffentlichung: 1. September 2017 CD+DVD; Teil des Albums Widerstand |

## Statistik

### Chartauswertung
|                     | DE    | AT    | CH    |
| ------------------- | ----- | ----- | ----- |
| Nummer-eins-Alben   | DE—DE | AT—AT | CH—CH |
| Top-10-Alben        | DE1DE | AT—AT | CH—CH |
| Alben in den Charts | DE7DE | AT—AT | CH—CH |